# Simson Schwalbe-serie
De Simson Schwalbe is een scooter van het Oost-Duitse merk Simson.

## Voorgeschiedenis
Simson had aanvankelijk wapens, fietsen, automobielen, motorfietsen en kinderwagens geproduceerd. Na de Tweede Wereldoorlog kwam het in de Sovjet-bezettingszone in Duitsland te liggen. Na de oprichting van de Duitse Democratische Republiek was het een Volkseigener Betrieb geworden en richtte het zich naar de Oost-Duitse Planeconomie. Omdat er in de DDR grote behoefte was aan betaalbare transportmiddelen was men al in 1955 begonnen met de productie van de SR1 bromfietsen. 

## Vóór de Schwalbe: KR50
In 1958 verscheen de KR50. Dit was een scooter, die op alle fronten afweek van de bromfietsen. Alleen de voorvork van de SR2 was gelijk. Deze was aanvankelijk ongedempt, maar werd voorzien van wrijvingsdemping. Er was een dubbel wiegframe toegepast, waar het motorblokje onder hing. Omdat de bromscooter door het vele plaatwerk 68 kg woog, was een sterker motorblokje nodig. De compressieverhouding was verhoogd waardoor het vermogen op 2,1 pk kwam en de topsnelheid op 50 km/h. De machine kon natuurlijk door de gebruikte treeplanken niet aangefietst worden, en was daarom voorzien van een kickstarter. Er waren nóg kleinere (20 inch) wielen toegepast. De KR50 had een zeer lage instap en werd daarom zeer populair bij vrouwelijke klanten. In 1959 werden al sterkere banden gemonteerd, en in 1960 kreeg de machine een ronde snelheidsmeter. In 1962 werden grotere aanpassingen gedaan. De achtervering werd verbeterd en de voorvering van de SR2E werd overgenomen. Dat was echter nog steeds het kleine schommelvorkje met rubbervering. Na kritiek op de zwakke middenbok werd een nieuw model van plaatstaal gebruikt. Er werd een groter achterlicht gemonteerd. In 1963 kwam er een nieuw, vlak stuur van plaatstaal, waarin het stadswapen van Suhl was afgedrukt. In 1964 ging het model uit productie, maar toen waren er al 164.000 van verkocht.

## KR51 Schwalbe-serie
De "Schwalbe" was de eerste Simson uit een lange serie met vogelnamen. De machine was bedoeld als tweezits scooter zonder snelheidsbegrenzing en zou ongeveer 68 km per uur moeten kunnen halen. Daarmee moest hij ook in de Westerse wereld de concurrentie kunnen aangaan. Na gesprekken met de DDR regering werd in 1963 besloten de snelheid te begrenzen op 60 km per uur door de derde versnelling iets korter te maken. Dat was nodig door de nieuwe "Straßenverkehrs-Zulassungs-Ordnung" (StVZO-DDR), die het toestond om lichte motorfietsjes tot 50 cc met een maximale snelheid van 60 km per uur door 15-jarigen te laten besturen. De jongeren in de DDR gaven echter meestal de voorkeur aan de sportievere bromfietsen, zoals de "Star" en de "Habicht". 
In januari 1964 begon de productie van de KR51 Schwalbe, maar die moest regelmatig stilgelegd worden door een gebrekkige aanvoer van onderdelen. Vanaf april 1964 werden de machines met regelmaat geleverd. De Schwalbe had uiteraard de nieuwe 3,4 pk sterke M53 motor, met geforceerde luchtkoeling met een radiaalventilator. Vóór was nu een volwaardige schommelvoorvork van het Earles-type gemonteerd, achter een swingarm. Er was veel aandacht besteed aan de onderhoudsvriendelijkheid: doorsmeren was niet meer nodig en de aandrijfketting liep in rubberen hulzen, waardoor ze stofvrij kon draaien. Door steekassen toe te passen konden de wielen snel ge(de)monteerd worden. Bij het achterwiel kon de ketting gewoon blijven zitten. De Schwalbe had al richtingaanwijzers, een remlicht, parkeerlicht en een claxon. Als accessoire was zelfs een aanhangwagenkoppeling met elektriciteitsaansluiting leverbaar, maar ook een kinderzitje met voetsteunen en een schootskleed voor koude dagen. De eerste serie werd geleverd in blauw, "Trundragrau" en oranje. Ze hadden handschakeling, maar konden vanaf 1965 naar keuze ook met voetschakeling worden uitgerust. Dankzij de krachtige M53 motor kon ook een passagier worden meegenomen en was er dus een duozadel aangebracht. De motor moest en kon veel toeren draaien, maar bij ca. 6.500 tpm traden hindelijke trillingen op. In 1965 werd de carburateur vervangen door een exemplaar met een gescheiden stationairgedeelte, waardoor de motor zuiniger liep en minder storingen kreeg. Ook vlotteren was niet meer nodig, omdat er een handbediende choke kwam.

## KR51/1 Schwalbe-serie
In 1968 werd de Schwalbe verbeterd. De motor was aangepast waardoor het vermogen iets steeg. Het in- en uitlaattraject werd verbeterd, waardoor het geluidsniveau lager werd. Uiterlijk veranderde er niet veel, zelfs het kleurenschema bleef onveranderd. In de loop der jaren werden wel nog kleine wijzigingen aangebracht, zoals zwarte zadels. In 1974 werd de uitlaat opnieuw gewijzigd. Het bovenste drijfstanglager werd veranderd: de bronzen bus werd vervangen door een naaldlager. Daardoor kon de mengsmering aanmerkelijk schraler worden, van 1:33 naar 1.50. 
- De KR51/1 en KR51/1F waren de basismodellen. Ze waren uitgerust met frictiedempers op de vering. De "F" stond voor: "Fußschalthebel" (voetschakeling).
- De KR51/1S ("Sonderausführung") had een halfautomatische centrifugaalkoppeling die alleen bij het wegrijden werd gebruikt, maar tijdens het schakelen automatisch werd bediend. De vering kreeg bij dit model hydraulische schokdempers met verchroomde hulzen. Het duozadel was langer, een wijziging die de andere modellen vanaf ca. 1977 ook kregen. De "S" werd in olijfgroen geleverd, maar vanaf 1978 ook in het rood. Het model werd tegen de verwachting in niet populair, waardoor men besloot de machine ook met normale koppeling en versnellingsbak aan te bieden. Daaruit ontstond in 1974 het model KR51/1K.

De KR51 Schwalbe bromscooter was een succesnummer en bleef gedurende de hele jaren zeventig in productie. De originele KR51 was al in 1968 uit productie gegaan, maar de opvolgers KR51/1, KR51/1F en KR51/1S bleven allemaal tot in 1980 leverbaar. In de jaren zeventig verschenen wel weer een aantal vernieuwde versies. 
- De "K" van de KR51/1K uit 1974 stond voor "Komfort". Dit extra comfort werd bereikt door de aanpassingen van de "S" over te nemen, waaronder de hydraulische schokdempers en het grotere duozadel. Ook de kleuren waren aangepast: de "K" werd geleverd in "Atlasweiß" met goudkleurige opschriften en vanaf 1978 in "Saharabraun" met de gebruikelijke zilverkleurige belettering.

## KR51/2 Schwalbe-serie
De Swalbe werd na het verschijnen van de M531 en M541 motoren in 1980 uiteraard hierzien en van deze blokken voorzien. Daardoor kreeg deze nieuwe serie weer rijwindkoeling. Omdat de nieuwe motorblokken voor de bromfietsen bedoeld waren, moest het frame van de Schwalbe aangepast worden. De motortrillingen, waar eerdere modellen last van hadden gehad, verdwenen grotendeels en door het wegvallen van de koelventilator werd ook het geluidsniveau lager. Een nadeel was dat de motor bij warm weer warm kon lopen. Ook andere technische vernieuwingen werden doorgevoerd: de bowdenkabel voor de bediening van de achterrem werd vervangen door een meer betrouwbaar stangenstelsel, het luchtfilter werd verplaatst waardoor onder het stuur ruimte kwam voor de elektrische installatie en het remlicht werd beter, van 18 naar 21 watt. Uiterlijk veranderde er niet veel. De uitlaat werd naar rechts verplaatst waardoor het achterwiel makkelijker ge(de)monteerd kon worden (en tevens verbrandde men zijn handen minder snel bij dit karweitje). Het achterlicht (afkomstig van de S50) werd rond. Het stuur werd zwart gelakt. In 1986 ging de Schwalbe-serie na 22 jaar uit productie en werd opgevolgd door de SR50. De KR51/2 verscheen in drie versies:
- De KR51/2N was het goedkoopste basismodel met de drieversnellingsmotor M531KFR. Er werden, zoals op alle basismodellen, frictiedempers op de vering gezet, maar de Schwalbe kreeg wél een accu en richtingaanwijzers. Vanaf 1984 werd de machine naast het traditionele blauw ook en "Saharabraun" geleverd.
- De KR51/2E had hydraulische schokdempers en de vierversnellings M541KFR motor. Deze scooter werd in bruin (tot 1984 Sharabraun, later "Biberbraun") gespoten en kostte 1.755 Oost-Duitse mark.
- De KR51/2L was de "Luxe" uitvoering een sterkere 35W/35W koplamp. Deze versie kreeg de verbeterde M541/1KFR, met elektronische ontsteking. Daardoor was hij betrouwbaarder en zuiniger. De kleur was "kersenrood" en vanaf 1982 biljartgroen.

Pas in 1986 werd de verouderde "Schwalbe" afgelost door een meer modern bromscootertje, de SR50.

## Technische gegevens Simson KR-serie
| Simson               | KR50                                           | KR51                 | KR51/1               | KR51/1F              | KR51/1S                         | KR51/1K              | KR51/2N              | KR51/2E              | KR51/2L              |
| -------------------- | ---------------------------------------------- | -------------------- | -------------------- | -------------------- | ------------------------------- | -------------------- | -------------------- | -------------------- | -------------------- |
| Naam                 |                                                | Schwalbe (zwaluw)    | Schwalbe (zwaluw)    | Schwalbe (zwaluw)    | Schwalbe (zwaluw)               | Schwalbe (zwaluw)    | Schwalbe (zwaluw)    | Schwalbe (zwaluw)    | Schwalbe (zwaluw)    |
| Periode              | 1958-1964                                      | 1964-1968            | 1968-1980            | 1968-1980            | 1968-1980                       | 1974-1980            | 1979-1986            | 1979-1986            | 1979-1986            |
| Productieaantal      | 164.500                                        | 163.500              | 25.000               | 350.000              | 44.600                          | 185.000              | 90.800               | 124.500              | 84.900               |
| Motor                | KRoRh50                                        | M53KH                | M53/1KH              | M53KFR               | M53/1KH                         | M53/1KFR             | M531KFR              | M541KFR              | M541/1KFR            |
| Motor type           | eencilinder tweetakt                           | eencilinder tweetakt | eencilinder tweetakt | eencilinder tweetakt | eencilinder tweetakt            | eencilinder tweetakt | eencilinder tweetakt | eencilinder tweetakt | eencilinder tweetakt |
| Koeling              | rijwind                                        | geforceerd           | geforceerd           | geforceerd           | geforceerd                      | geforceerd           | rijwind              | rijwind              | rijwind              |
| boring in mm         | 38                                             | 40                   | 40                   | 40                   | 40                              | 40                   | 38                   | 38                   | 38                   |
| slag in mm           | 42                                             | 39,5                 | 39,5                 | 39,5                 | 39,5                            | 39,5                 | 44                   | 44                   | 44                   |
| Cilinderinhoud in cc | 47,6                                           | 49,6                 | 49,6                 | 49,6                 | 49,6                            | 49,6                 | 49,9                 | 49,9                 | 49,9                 |
| Compressieverhouding | 7,5:1 vanaf 1963 8,5:1                         | 9,5:1                | 9,5:1                | 9,5:1                | 9,5:1                           | 9,5:1                | 9,5:1                | 9,5:1                | 9,5:1                |
| Max. Vermogen in pk  | 2,1 bij 5.500 tpm vanaf 1963 2,3 bij 5.500 tpm | 3,4 bij 6.500 tpm    | 3,6 bij 5.700 tpm    | 3,6 bij 5.700 tpm    | 3,6 bij 5.700 tpm               | 3,4 bij 5.750 tpm    | 3,7 bij 5.500 tpm    | 3,7 bij 5.500 tpm    | 3,7 bij 5.500 tpm    |
| Topsnelheid in km/h  | 50                                             | 60                   | 60                   | 60                   | 60                              | 60                   | 60                   | 60                   | 60                   |
| Versnellingen        | 2 handgeschakeld                               | 3 handgeschakeld     | 3 handgeschakeld     | 3 voetgeschakeld     | 3 voetgeschakeld (halfautomaat) | 3 voetgeschakeld     | 3 voetgeschakeld     | 4 voetgeschakeld     | 4 voetgeschakeld     |
| Gewicht in kg        | 63 vanaf 1962: 68                              | 79                   | 80                   | 79                   | 83,5 rijklaar                   | 80                   | 80                   | 81,5                 | 81,5                 |